# STS-69
是历史上第七十次航天飞机任务，也是奮進號太空梭的第九次太空飞行。

## 任务成员
- 大卫·沃克（David M. Walker，曾执行、以及任务），指令长
- 肯内斯·科克雷尔（Kenneth D. Cockrell，曾执行、以及任务），飞行员
- 詹姆斯·沃斯（James S. Voss，曾执行、以及任务），任务专家
- 詹姆斯·纽曼（James H. Newman，曾执行、以及任务），任务专家
- 迈克尔·格恩哈特（Michael Gernhardt，曾执行、以及任务），任务专家